# Skilanglauf-Alpencup 2024/25
Der Skilanglauf-Alpencup 2024/25 war eine von der FESA organisierte Wettkampfserie, die zum Unterbau des Skilanglauf-Weltcups 2024/25 gehörte. Sie begann am 6. Dezember 2024 in Schlinig und endete am 16. März 2025 in Prémanon. Ausgetragen wurden 15 Rennen an sechs verschiedenen Orten. Die Gesamtwertung der Männer gewann Elias Keck und bei den Frauen wurde Anna-Maria Dietze Erste in der Gesamtwertung.

## Männer

### Resultate
| 1. Alpencup in Schlinig, 6. bis 8. Dezember 2024 | 1. Alpencup in Schlinig, 6. bis 8. Dezember 2024 | 1. Alpencup in Schlinig, 6. bis 8. Dezember 2024 | 1. Alpencup in Schlinig, 6. bis 8. Dezember 2024 | 1. Alpencup in Schlinig, 6. bis 8. Dezember 2024 |
| ------------------------------------------------ | ------------------------------------------------ | ------------------------------------------------ | ------------------------------------------------ | ------------------------------------------------ |
| Datum                                            | Disziplin                                        | Erster Platz                                     | Zweiter Platz                                    | Dritter Platz                                    |
| 6. Dezember 2024                                 | Sprint Freistil                                  | Giovanni Ticco                                   | Martino Carollo                                  | Giacomo Gabrielli                                |
| 7. Dezember 2024                                 | 10 km klassisch                                  | Sabin Coupat                                     | Martino Carollo                                  | Jonas Baumann                                    |
| 8. Dezember 2024                                 | 15 km Freistil                                   | Clément Parisse                                  | Martino Carollo                                  | Victor Lovera                                    |

| 2. Alpencup in St. Ulrich am Pillersee, 20. und 21. Dezember 2024 | 2. Alpencup in St. Ulrich am Pillersee, 20. und 21. Dezember 2024 | 2. Alpencup in St. Ulrich am Pillersee, 20. und 21. Dezember 2024 | 2. Alpencup in St. Ulrich am Pillersee, 20. und 21. Dezember 2024 | 2. Alpencup in St. Ulrich am Pillersee, 20. und 21. Dezember 2024 |
| ----------------------------------------------------------------- | ----------------------------------------------------------------- | ----------------------------------------------------------------- | ----------------------------------------------------------------- | ----------------------------------------------------------------- |
| Datum                                                             | Disziplin                                                         | Erster Platz                                                      | Zweiter Platz                                                     | Dritter Platz                                                     |
| 20. Dezember 2024                                                 | Sprint klassisch                                                  | Simone Mocellini                                                  | Giacomo Gabrielli                                                 | Ivan Essonnier                                                    |
| 21. Dezember 2024                                                 | 10 km Freistil                                                    | Lorenzo Romano                                                    | Davide Ghio                                                       | Candide Pralong                                                   |

| 3. Alpencup in Oberwiesenthal, 4. und 5. Januar 2025 | 3. Alpencup in Oberwiesenthal, 4. und 5. Januar 2025 | 3. Alpencup in Oberwiesenthal, 4. und 5. Januar 2025 | 3. Alpencup in Oberwiesenthal, 4. und 5. Januar 2025 | 3. Alpencup in Oberwiesenthal, 4. und 5. Januar 2025 |
| ---------------------------------------------------- | ---------------------------------------------------- | ---------------------------------------------------- | ---------------------------------------------------- | ---------------------------------------------------- |
| Datum                                                | Disziplin                                            | Erster Platz                                         | Zweiter Platz                                        | Dritter Platz                                        |
| 4. Januar 2025                                       | Sprint klassisch                                     | Ivan Essonnier                                       | Matyáš Bauer                                         | Simone Mocellini                                     |
| 5. Januar 2025                                       | 20 km klassisch Massenstart                          | Giandomenico Salvadori                               | Thomas Bing                                          | Lucas Bögl                                           |

| 4. Alpencup in Falcade, 17. bis 19. Januar 2025 | 4. Alpencup in Falcade, 17. bis 19. Januar 2025 | 4. Alpencup in Falcade, 17. bis 19. Januar 2025 | 4. Alpencup in Falcade, 17. bis 19. Januar 2025 | 4. Alpencup in Falcade, 17. bis 19. Januar 2025 |
| ----------------------------------------------- | ----------------------------------------------- | ----------------------------------------------- | ----------------------------------------------- | ----------------------------------------------- |
| Datum                                           | Disziplin                                       | Erster Platz                                    | Zweiter Platz                                   | Dritter Platz                                   |
| 17. Januar 2025                                 | Sprint klassisch                                | Elias Keck                                      | Giacomo Gabrielli                               | Alessandro Chiocchetti                          |
| 18. Januar 2025                                 | 10 km Freistil                                  | Giovanni Ticco                                  | Lorenzo Romano                                  | Mathieu Blanc                                   |
| 19. Januar 2025                                 | 20 km klassisch Verfolgung                      | Gaspard Rousset                                 | Dietmar Nöckler                                 | Luc Primet                                      |

| 5. Alpencup in Planica, 8. und 9. März 2025 | 5. Alpencup in Planica, 8. und 9. März 2025 | 5. Alpencup in Planica, 8. und 9. März 2025 | 5. Alpencup in Planica, 8. und 9. März 2025 | 5. Alpencup in Planica, 8. und 9. März 2025 |
| ------------------------------------------- | ------------------------------------------- | ------------------------------------------- | ------------------------------------------- | ------------------------------------------- |
| Datum                                       | Disziplin                                   | Erster Platz                                | Zweiter Platz                               | Dritter Platz                               |
| 8. März 2025                                | 10 km Freistil                              | Lorenzo Romano                              | Victor Cullet Calderini                     | Jannis Grimmecke                            |
| 9. März 2025                                | 20 km klassisch Massenstart                 | Julien Arnaud                               | Antonin Savary                              | Niclas Steiger                              |

| 6. Alpencup in Prémanon, 14. bis 16. März 2025 | 6. Alpencup in Prémanon, 14. bis 16. März 2025 | 6. Alpencup in Prémanon, 14. bis 16. März 2025 | 6. Alpencup in Prémanon, 14. bis 16. März 2025 | 6. Alpencup in Prémanon, 14. bis 16. März 2025 |
| ---------------------------------------------- | ---------------------------------------------- | ---------------------------------------------- | ---------------------------------------------- | ---------------------------------------------- |
| Datum                                          | Disziplin                                      | Erster Platz                                   | Zweiter Platz                                  | Dritter Platz                                  |
| 14. März 2025                                  | Sprint Freistil                                | Victor Cullet Calderini                        | Gaspard Rousset                                | Elias Keck                                     |
| 15. März 2025                                  | 10 km klassisch                                | Jannis Grimmecke                               | Elias Keck                                     | Lorenzo Romano                                 |
| 16. März 2025                                  | 10 km Freistil Verfolgung                      | Elias Keck                                     | Tobias Ganner                                  | Jannis Grimmecke                               |

### Gesamtwertung Männer
| Rang | Name                    | Punkte |
| ---- | ----------------------- | ------ |
| 1.   | Elias Keck              | 1034   |
| 2.   | Gaspard Rousset         | 887    |
| 3.   | Lorenzo Romano          | 795    |
| 4.   | Davide Ghio             | 661    |
| 5.   | Tobias Ganner           | 610    |
| 6.   | Julien Arnaud           | 605    |
| 7.   | Giacomo Gabrielli       | 574    |
| 8.   | Victor Cullet Calderini | 570    |
| 9.   | Jannis Grimmecke        | 530    |
| 9.   | Josef Fässler           | 530    |

| Rang | Name                   | Punkte |
| ---- | ---------------------- | ------ |
| 9.   | Alexander Brandner     | 530    |
| 12.  | Ivan Essonnier         | 497    |
| 13.  | Max Göther             | 495    |
| 14.  | Niclas Steiger         | 482    |
| 15.  | Giovanni Ticco         | 478    |
| 16.  | Noe Näff               | 463    |
| 17.  | Mathieu Blanc          | 450    |
| 18.  | Valeriy Gontar         | 431    |
| 19.  | Giandomenico Salvadori | 418    |
| 20.  | Niklas Schmid          | 417    |

| Rang | Name                   | Punkte |
| ---- | ---------------------- | ------ |
| 21.  | Alessandro Chiocchetti | 410    |
| 22.  | Silvan Hauser          | 396    |
| 23.  | Luca del Fabro         | 395    |
| 24.  | Andrea Zorzi           | 383    |
| 25.  | Matteo Correia         | 382    |
| 26.  | Tom Emilio Wagner      | 365    |
| 27.  | Mikael Abram           | 364    |
| 28.  | Korbinian Heiland      | 356    |
| 29.  | Kilian Koller          | 345    |
| 30.  | Antonin Savary         | 339    |

## Frauen

### Resultate
| 1. Alpencup in Schlinig, 6. bis 8. Dezember 2024 | 1. Alpencup in Schlinig, 6. bis 8. Dezember 2024 | 1. Alpencup in Schlinig, 6. bis 8. Dezember 2024 | 1. Alpencup in Schlinig, 6. bis 8. Dezember 2024 | 1. Alpencup in Schlinig, 6. bis 8. Dezember 2024 |
| ------------------------------------------------ | ------------------------------------------------ | ------------------------------------------------ | ------------------------------------------------ | ------------------------------------------------ |
| Datum                                            | Disziplin                                        | Erster Platz                                     | Zweiter Platz                                    | Dritter Platz                                    |
| 6. Dezember 2024                                 | Sprint Freistil                                  | Federica Cassol                                  | Anna-Maria Dietze                                | Gina del Rio                                     |
| 7. Dezember 2024                                 | 10 km klassisch                                  | Gina del Rio                                     | Julie Pierrel                                    | Veronica Silvestri                               |
| 8. Dezember 2024                                 | 10 km Freistil                                   | Maria Gismondi                                   | Julie Pierrel                                    | Marina Kälin                                     |

| 2. Alpencup in St. Ulrich am Pillersee, 20. und 21. Dezember 2024 | 2. Alpencup in St. Ulrich am Pillersee, 20. und 21. Dezember 2024 | 2. Alpencup in St. Ulrich am Pillersee, 20. und 21. Dezember 2024 | 2. Alpencup in St. Ulrich am Pillersee, 20. und 21. Dezember 2024 | 2. Alpencup in St. Ulrich am Pillersee, 20. und 21. Dezember 2024 |
| ----------------------------------------------------------------- | ----------------------------------------------------------------- | ----------------------------------------------------------------- | ----------------------------------------------------------------- | ----------------------------------------------------------------- |
| Datum                                                             | Disziplin                                                         | Erster Platz                                                      | Zweiter Platz                                                     | Dritter Platz                                                     |
| 20. Dezember 2024                                                 | Sprint klassisch                                                  | Verena Veit                                                       | Iris De Martin Pinter                                             | Lea Fischer                                                       |
| 21. Dezember 2024                                                 | 10 km Freistil                                                    | Anna-Maria Dietze                                                 | Cloé Pagnier                                                      | Leonie Perry                                                      |

| 3. Alpencup in Oberwiesenthal, 4. und 5. Januar 2025 | 3. Alpencup in Oberwiesenthal, 4. und 5. Januar 2025 | 3. Alpencup in Oberwiesenthal, 4. und 5. Januar 2025 | 3. Alpencup in Oberwiesenthal, 4. und 5. Januar 2025 | 3. Alpencup in Oberwiesenthal, 4. und 5. Januar 2025 |
| ---------------------------------------------------- | ---------------------------------------------------- | ---------------------------------------------------- | ---------------------------------------------------- | ---------------------------------------------------- |
| Datum                                                | Disziplin                                            | Erster Platz                                         | Zweiter Platz                                        | Dritter Platz                                        |
| 4. Januar 2025                                       | Sprint klassisch                                     | Verena Veit                                          | Theresa Fürstenberg                                  | Monika Skinder                                       |
| 5. Januar 2025                                       | 20 km klassisch Massenstart                          | Cloé Pagnier                                         | Veronica Silvestri                                   | Gina del Rio                                         |

| 4. Alpencup in Falcade, 17. bis 19. Januar 2025 | 4. Alpencup in Falcade, 17. bis 19. Januar 2025 | 4. Alpencup in Falcade, 17. bis 19. Januar 2025 | 4. Alpencup in Falcade, 17. bis 19. Januar 2025 | 4. Alpencup in Falcade, 17. bis 19. Januar 2025 |
| ----------------------------------------------- | ----------------------------------------------- | ----------------------------------------------- | ----------------------------------------------- | ----------------------------------------------- |
| Datum                                           | Disziplin                                       | Erster Platz                                    | Zweiter Platz                                   | Dritter Platz                                   |
| 17. Januar 2025                                 | Sprint klassisch                                | Iris De Martin Pinter                           | Anna-Maria Dietze                               | Lisa Lohmann                                    |
| 18. Januar 2025                                 | 10 km Freistil                                  | Anna-Maria Dietze                               | Maria Gismondi                                  | Martina Bellini                                 |
| 19. Januar 2025                                 | 15 km klassisch Verfolgung                      | Lisa Lohmann                                    | Anna-Maria Dietze                               | Maria Gismondi                                  |

| 5. Alpencup in Planica, 8. und 9. März 2025 | 5. Alpencup in Planica, 8. und 9. März 2025 | 5. Alpencup in Planica, 8. und 9. März 2025 | 5. Alpencup in Planica, 8. und 9. März 2025 | 5. Alpencup in Planica, 8. und 9. März 2025 |
| ------------------------------------------- | ------------------------------------------- | ------------------------------------------- | ------------------------------------------- | ------------------------------------------- |
| Datum                                       | Disziplin                                   | Erster Platz                                | Zweiter Platz                               | Dritter Platz                               |
| 8. März 2025                                | 10 km Freistil                              | Julie Pierrel                               | Juliette Ducordeau                          | Theresa Fürstenberg                         |
| 9. März 2025                                | 10 km klassisch Massenstart                 | Iris De Martin Pinter                       | Julie Pierrel                               | Juliette Ducordeau                          |

| 6. Alpencup in Prémanon, 14. bis 16. März 2025 | 6. Alpencup in Prémanon, 14. bis 16. März 2025 | 6. Alpencup in Prémanon, 14. bis 16. März 2025 | 6. Alpencup in Prémanon, 14. bis 16. März 2025 | 6. Alpencup in Prémanon, 14. bis 16. März 2025 |
| ---------------------------------------------- | ---------------------------------------------- | ---------------------------------------------- | ---------------------------------------------- | ---------------------------------------------- |
| Datum                                          | Disziplin                                      | Erster Platz                                   | Zweiter Platz                                  | Dritter Platz                                  |
| 14. März 2025                                  | Sprint Freistil                                | Verena Veit                                    | Lea Fischer                                    | Alina Meier                                    |
| 15. März 2025                                  | 10 km klassisch                                | Lisa Lohmann                                   | Nadine Laurent                                 | Iris De Martin Pinter                          |
| 16. März 2025                                  | 10 km Freistil Verfolgung                      | Lisa Lohmann                                   | Nadine Laurent                                 | Verena Veit                                    |

### Gesamtwertung Frauen
| Rang | Name                  | Punkte |
| ---- | --------------------- | ------ |
| 1.   | Anna-Maria Dietze     | 999    |
| 2.   | Iris De Martin Pinter | 999    |
| 3.   | Theresa Fürstenberg   | 921    |
| 4.   | Verena Veit           | 791    |
| 5.   | Nadine Laurent        | 770    |
| 6.   | Fabienne Alder        | 748    |
| 7.   | Cloé Pagnier          | 712    |
| 8.   | Kim Hager             | 671    |
| 9.   | Veronica Silvestri    | 669    |
| 10.  | Lisa Lohmann          | 663    |

| Rang | Name                   | Punkte |
| ---- | ---------------------- | ------ |
| 11.  | Leonie Perry           | 630    |
| 12.  | Charlotte Böhme        | 601    |
| 13.  | Clémence Didierlaurent | 600    |
| 14.  | Gina del Rio           | 595    |
| 15.  | Lena Keck              | 548    |
| 16.  | Justine Gaillard       | 535    |
| 17.  | Martina Bellini        | 523    |
| 18.  | Saskia Nürnberger      | 514    |
| 19.  | Germana Thannheimer    | 512    |
| 20.  | Maria Gismondi         | 510    |

| Rang | Name               | Punkte |
| ---- | ------------------ | ------ |
| 21.  | Liv Coupat         | 501    |
| 22.  | Lisa Achleitner    | 484    |
| 23.  | Juliette Ducordeau | 442    |
| 24.  | Julie Pierrel      | 441    |
| 25.  | Katja Veit         | 436    |
| 26.  | Magdalena Richter  | 391    |
| 27.  | Ramona Schöpfer    | 371    |
| 28.  | Stefania Corradini | 366    |
| 29.  | Ylvie Folie        | 344    |
| 30.  | Heidi Convard      | 343    |